# 湯用彤

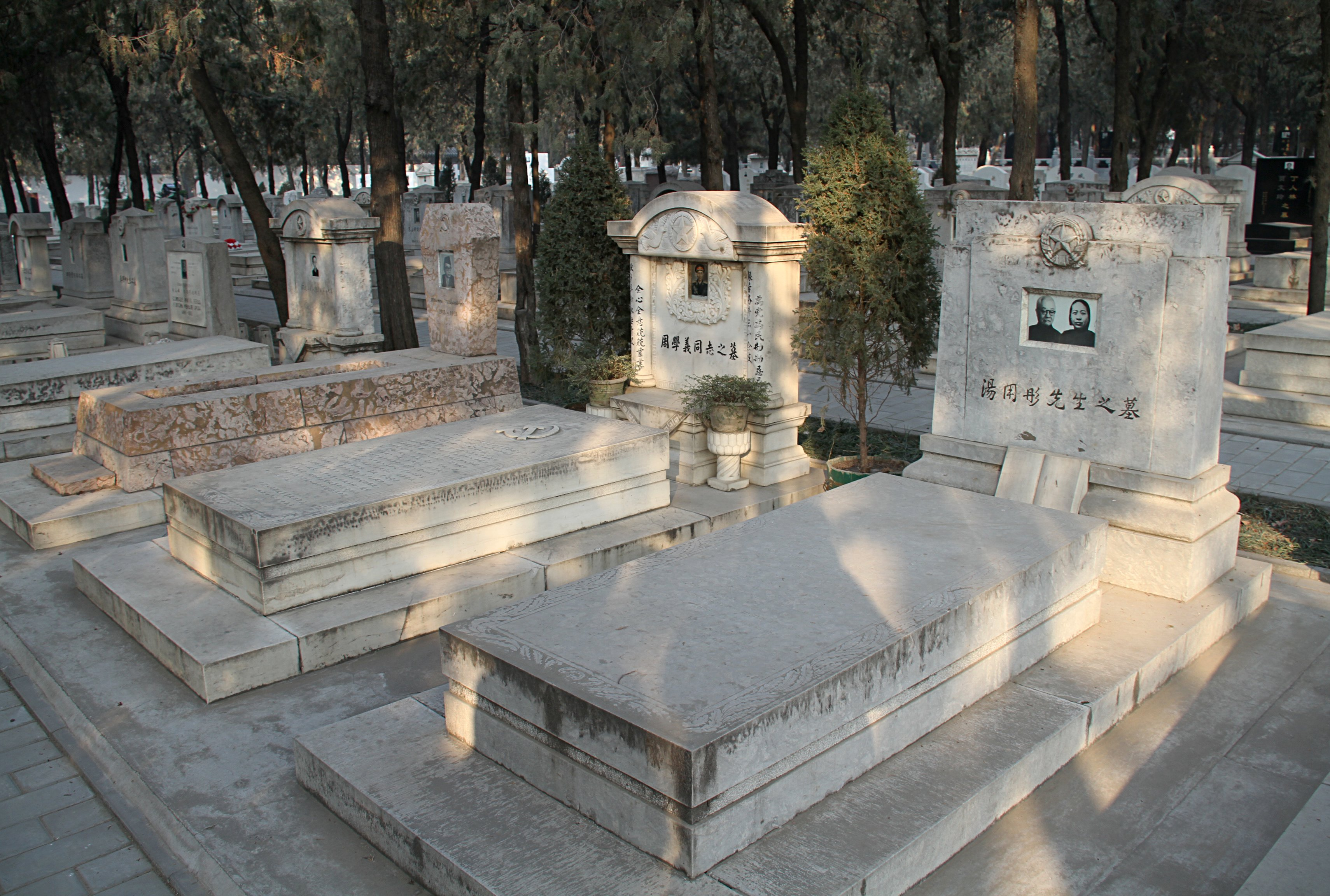
八宝山革命公墓にある湯用彤の墓

湯 用彤（とう ようとう、拼音: Tāng Yòngtóng、簡: 汤用彤、1893年〈光緒19年〉8月4日- 1964年5月1日）は、中華民国・中華人民共和国の中国哲学史家・仏教史家。主著に『魏晋玄学論稿』『漢魏両晋南北朝仏教史』。

## 経歴
1893年(光緒19年)、現在の湖北省黄梅で生まれた。字は錫予。1917年、北京の清華学堂（現在の清華大学）を卒業。ハーバード大学に留学し、インド学者のランマンや文学者のバビットの下で学び、1923年、修士号を取得。
帰国後、東南大学、南開大学、国立中央大学、北京大学、西南聯合大学の教授を務めた。1949年の中華人民共和国成立後は、北京大学副学長・中国科学院哲学社会科学部委員といった要職を務めた。

## 研究内容・業績
中国仏教、玄学、中国哲学、インド哲学の研究と教育に功績がある。その学問は章炳麟の影響を受けている。指導学生の中から任継愈らが育った。

## 家族・親族
- 父：湯霖（中国語版） - 清朝の政治家。進士。
- 子：湯一介（中国語版） - 同業者。北京大学教授。

## 著作
- 《汉魏两晋南北朝佛教史》
- 《理学、玄学、佛学》
- 《魏晋玄学论稿》
- 《隋唐佛教史稿》
- 《印度哲学史略》